# Fluke Ridge
Fluke Ridge ist ein schmaler Bergrücken im Grahamland auf der Antarktischen Halbinsel. Er ragt bis zu 300 m hoch an der Nordflanke des Flask-Gletschers nahe dessen Mündung an der Oskar-II.-Küste ins Weddell-Meer auf.
Das UK Antarctic Place-Names Committee benannte zahlreiche geographische Objekte in diesem Gebiet nach Dingen, die mit dem Thema „Wale“ in Verbindung stehen. Namensgeber dieser Formation ist seit 1988 die Fluke, die Schwanzflosse von Walen.